# Morell de Nova Zelanda
El morell de Nova Zelanda (Aythya novaeseelandiae) és una espècie d'ocell de la família dels anàtids (Anatidae) que habita llacs i estanys de les dues illes majors de Nova Zelanda.